# حركة صلاح الدين الكردي
حركة صلاح الدين الكردي (بالكردية: بزووتنەوەى كورد سه‌لا‌حه‌دین)‏، (بالتركية: Selahaddin Kurdi Hareketi)‏ هي جماعة إسلامية سلفية سنية من المقاتلين الأكراد الذين يشاركون في الحرب الأهلية السورية. تشكلت المجموعة في عام 2015 من قبل مجاهدين معظمهم من الأكراد من سوريا وتركيا وإيران والعراق، وتعمل في الغالب في شمال غرب سوريا.

## تاريخ
تأسست حركة صلاح الدين الكردي على يد مسلحين أكراد شاركوا في الحرب الأهلية السورية منذ عام 2012، وشارك العديد منهم في معارك بارزة مثل: معركة حلب، ومعركة الرقة، ومعركة إدلب، وهجوم شمال غرب سوريا، ومعارك محافظة اللاذقية. وفي 21 سبتمبر 2015، توحد هؤلاء المحاربون القدامى بهدف إنهاء قمع الشعب الكردي وإعادته إلى جذوره الإسلامية؛ وعلى هذا الأساس، تستمد حركة صلاح الدين الكردي الإلهام من جابان الكردي، رفيق محمد الكردي، وصلاح الدين -مؤسس الدولة الأيوبية-. وبعد تأسيسها، تخصصت المجموعة في تكتيكات القناصة والتسلل، مع استمرارها في المشاركة في العمليات القتالية في اللاذقية. بحلول عام 2019، كانت المجموعة تعمل بشكل أساسي في جبل الأكراد وسهل الغاب. وقد قاتلت إلى جانب الجماعات الأخرى ضد هجوم الحكومة السورية في شمال غرب سوريا منذ أبريل 2019.

## الأيديولوجيا
تتبنى المجموعة أيديولوجية إسلامية سلفية سنية، وتولي قيمة كبيرة لوحدة الأمة. ومن ثم فقد ناشدت السوريين أن يبقوا متحدين في مواجهة الحكومة. وقد تلقى أعضاء الجماعة تعليمهم على يد رجل الدين عبد الرزاق المهدي. كما تعتبر نفسها حركة كردية، وتعتبر حماية حقوق الأكراد أحد أهدافها الرئيسية. وقد اعترفت المجموعة بأنها لا تحظى بدعم أغلبية الأكراد في سوريا (الذين يدعمون بشكل أساسي قوات سوريا الديمقراطية العلمانية)؛ ويعزو ذلك إلى انخفاض ظهورها. كما أعربت عن دعمها للمجالس المدنية التابعة للمعارضة السورية، ونشر التعليم، وإغاثة الأيتام والأرامل، وكذلك النازحين.